# Rhynchostegium huttonii
Rhynchostegium huttonii là một loài Rêu trong họ Brachytheciaceae. Loài này được (Hampe ex Beckett) Paris miêu tả khoa học đầu tiên năm 1900.